# 하미스무샤이트
하미스무샤이트(아랍어: خـميــس مشيـــط)는 사우디아라비아 남서부에 위치한 도시이다. 아시르 주에 속한다. 아브하 동쪽에 위치한 아시르 산지에 있는 도시이다. 다란에서 1,300km, 수도 리야드에서 884km 떨어져 있다. 또한, 하미스무샤이트는 샤흐란 족의 본거지이다.
하미스무샤이트는 1970년대까지만해도 온화한 기후를 가진 주변 농업 지역의 작은 중심지 느낌이며, 인구는 50,000 미만의 작은 마을이었다. 이후 이 도시는 급속한 성장을 거듭하여 2011년에는 인구 513,000명에 달했다. 수도 아브하를 제치고 아시르 지방 최대의 도시로 성장했다. 이 도시는 각종 농작물을 생산하는 농장으로 둘러싸여 있다.
근교의 킹 칼리드 공군기지는 3780m의 잔디 활주로가 있다. 이 기지는 1960년대부터 1970년대에 걸쳐 미국 육군과 미국 공군 기술자에 의해 설계 및 건설되고 F-15 시설이 놓여 있었다. 1991년 걸프 전쟁때에는 이 기지에서 바그다드로 폭격기가 날아 갔다.
하미스무샤이트에는 은세공으로 알려진 하미스 스쿠, 실버 수크, 향신료 수크 등 일부 수크가 존재한다. 호텔은 무샤이트 팰리스 호텔과 트라이던트 호텔이 유명하다. 이 밖에 랜드마크로서 하야트 병원이나 하미스무샤이트 모스크 등이 있다.

## 기후
| Khamis Mushait의 기후    | Khamis Mushait의 기후 | Khamis Mushait의 기후 | Khamis Mushait의 기후 | Khamis Mushait의 기후 | Khamis Mushait의 기후 | Khamis Mushait의 기후 | Khamis Mushait의 기후 | Khamis Mushait의 기후 | Khamis Mushait의 기후 | Khamis Mushait의 기후 | Khamis Mushait의 기후 | Khamis Mushait의 기후 | Khamis Mushait의 기후 |
| 월                       | 1월                   | 2월                   | 3월                   | 4월                   | 5월                   | 6월                   | 7월                   | 8월                   | 9월                   | 10월                  | 11월                  | 12월                  | 연간                  |
| ------------------------ | --------------------- | --------------------- | --------------------- | --------------------- | --------------------- | --------------------- | --------------------- | --------------------- | --------------------- | --------------------- | --------------------- | --------------------- | --------------------- |
| 일평균 최고 기온 °C (°F) | 20.0 (68.0)           | 21.4 (70.5)           | 23.0 (73.4)           | 25.5 (77.9)           | 28.1 (82.6)           | 30.9 (87.6)           | 30.0 (86.0)           | 29.8 (85.6)           | 28.9 (84.0)           | 25.5 (77.9)           | 23.0 (73.4)           | 20.9 (69.6)           | 25.6 (78.0)           |
| 일평균 최저 기온 °C (°F) | 9.1 (48.4)            | 8.0 (46.4)            | 11.3 (52.3)           | 12.5 (54.5)           | 14.6 (58.3)           | 16.3 (61.3)           | 17.0 (62.6)           | 17.3 (63.1)           | 14.5 (58.1)           | 11.1 (52.0)           | 8.6 (47.5)            | 7.2 (45.0)            | 12.3 (54.1)           |
| 평균 강수량 mm (인치)    | 12 (0.5)              | 27 (1.1)              | 50 (2.0)              | 52 (2.0)              | 23 (0.9)              | 5 (0.2)               | 19 (0.7)              | 28 (1.1)              | 6 (0.2)               | 2 (0.1)               | 7 (0.3)               | 4 (0.2)               | 235 (9.3)             |
| 출처: Climate-data.org   |                       |                       |                       |                       |                       |                       |                       |                       |                       |                       |                       |                       |                       |

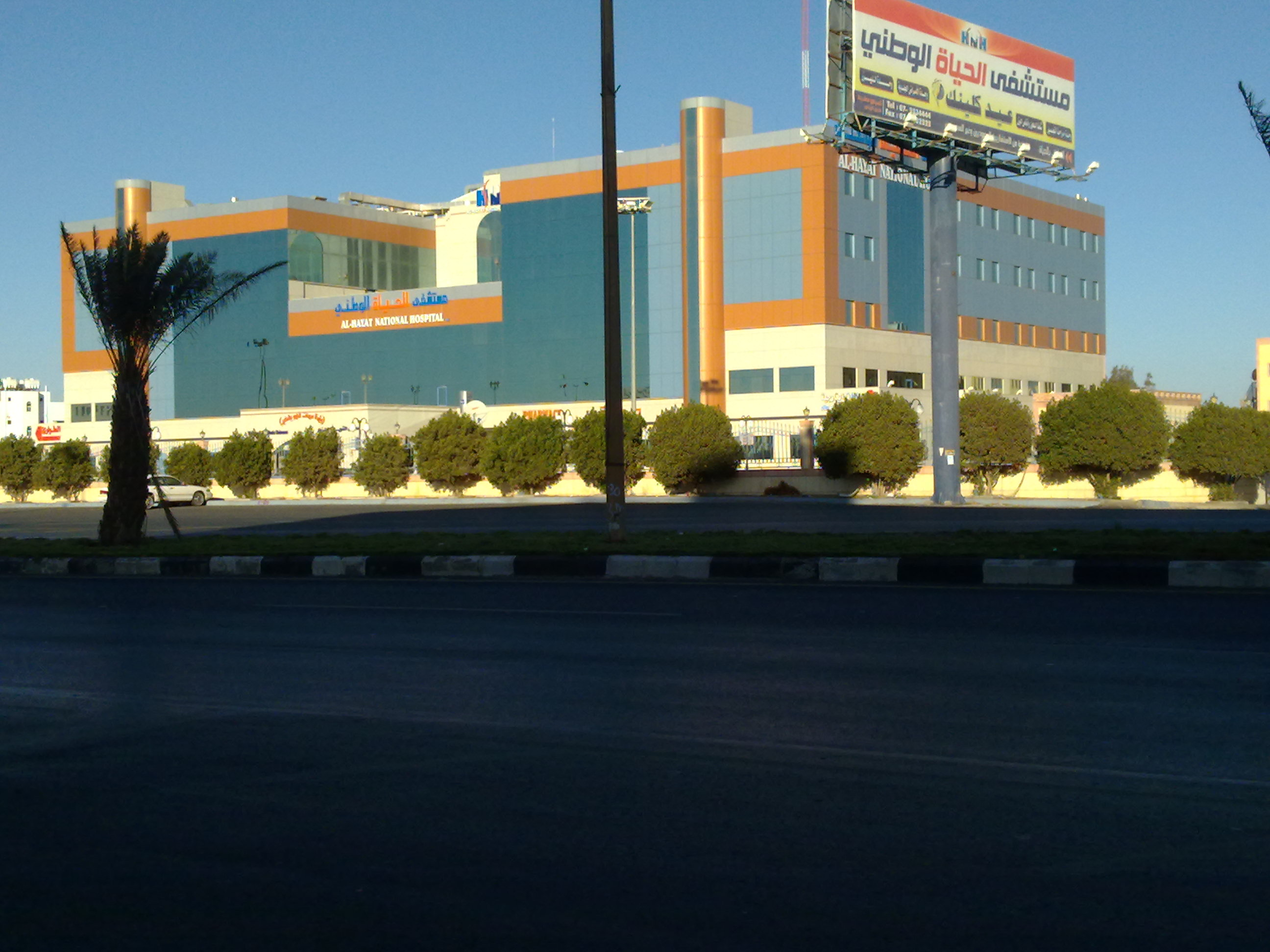
하야트 병원
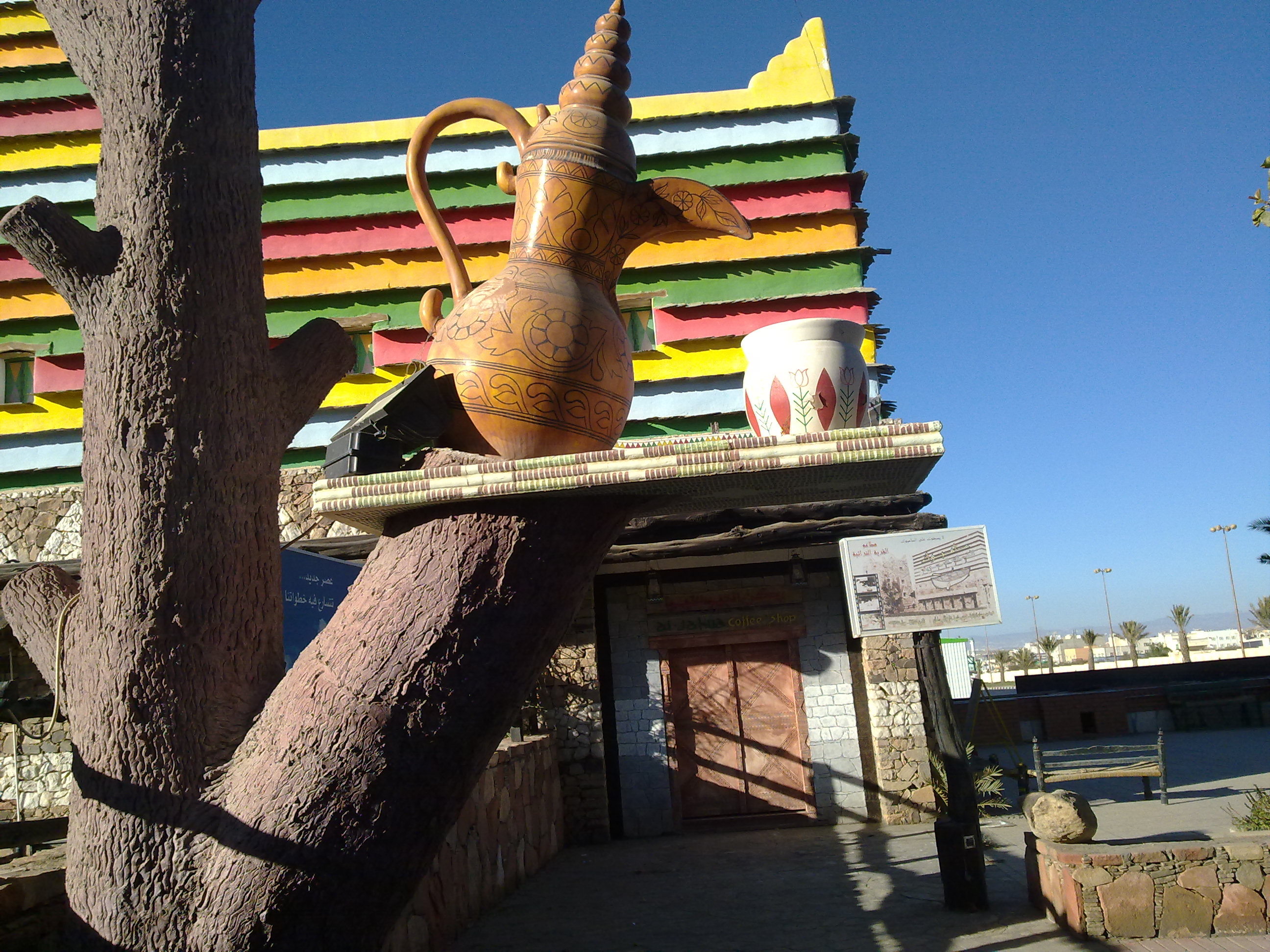
유산 지역의 커피 동상
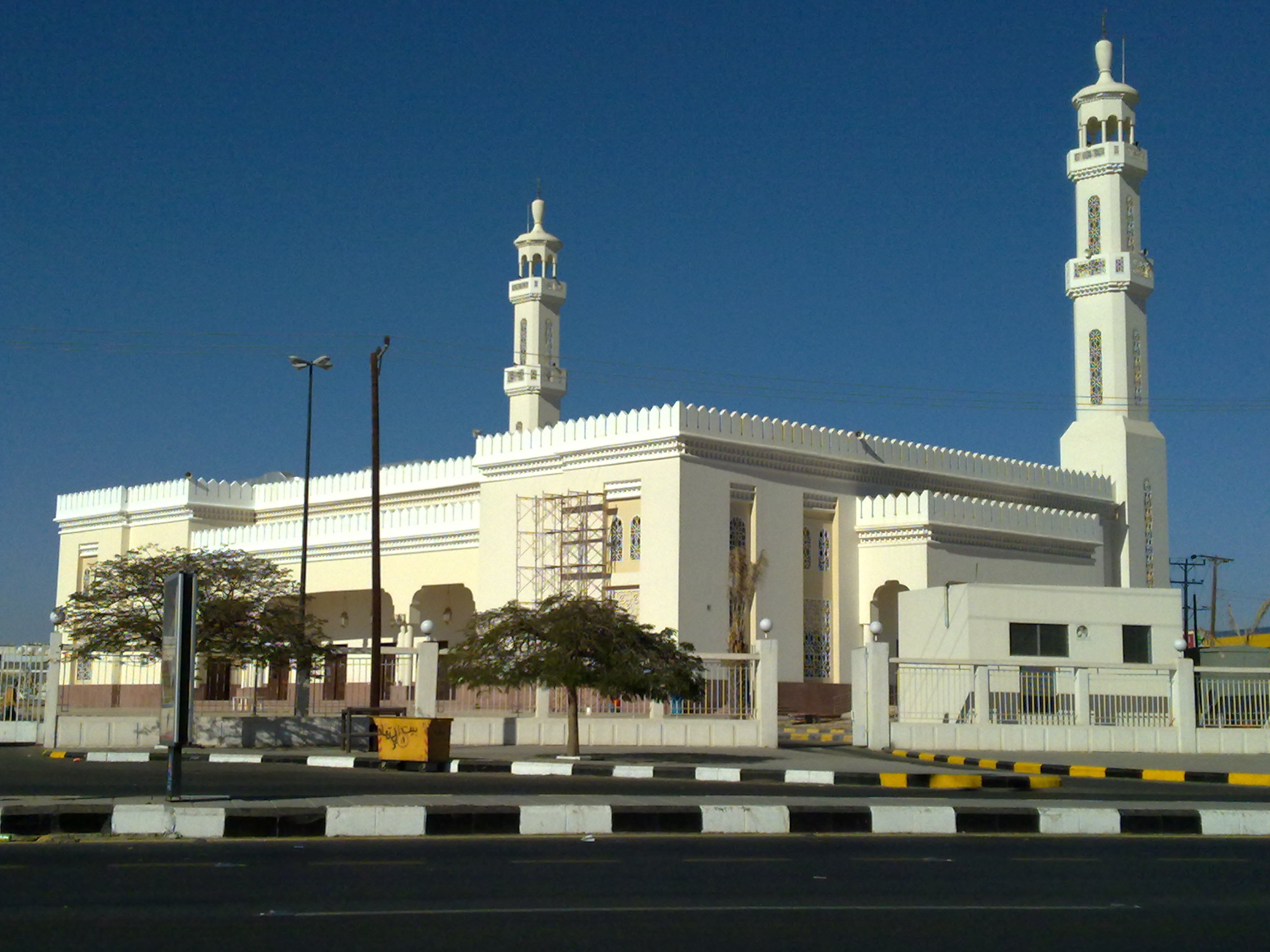
킹 파하드 모스크